# Carteret
Carteret es un borough ubicado en el condado de Middlesex en el estado estadounidense de Nueva Jersey. En el año 2010 tenía una población de 22,844 habitantes y una densidad poblacional de 2,021 personas por km².

## Geografía
Carteret se encuentra ubicado en las coordenadas 40°35′01″N 74°13′43″O / 40.58361, -74.22861.

## Demografía
Según la Oficina del Censo en 2000 los ingresos medios por hogar en la localidad eran de $47,148 y los ingresos medios por familia eran $54,609. Los hombres tenían unos ingresos medios de $40,172 frente a los $28,132 para las mujeres. La renta per cápita para la localidad era de $18,967. Alrededor del 11% de la población estaba por debajo del umbral de pobreza.